# Barbierbeek
Barbierbeek är ett vattendrag i Belgien.   Det ligger i provinsen Östflandern och regionen Flandern, i den centrala delen av landet, 30 kilometer norr om huvudstaden Bryssel.
Runt Barbierbeek är det i huvudsak tätbebyggt. Runt Barbierbeek är det mycket tätbefolkat, med 1 692 invånare per kvadratkilometer.